# كريل أحادي الشوكة
كريل أحادي الشوكة (الاسم العلمي: Thysanopoda monacantha) هو نوع من المفصليات يتبع جنس كريل مهدب القدم من الفصيلة الكريلية.